# Мікаель Лефгрен
Мікаель Лефгрен  (швед. Mikael Löfgren, 2 вересня 1969) — шведський біатлоніст, олімпійський медаліст. Перший і покищо єдиний швед володар Великого кришталевого глобусу в сезоні 1992-1993 років.

## Виступи на Олімпіадах
| Олімпіада        | Дисципліна                | Місце |
| ---------------- | ------------------------- | ----- |
| Калгарі 1988     | спринт 10 км              | 22    |
| Калгарі 1988     | індивідуальна гонка 20 км | 51    |
| Калгарі 1988     | естафета 4 х 7,5 км       | 7     |
| Альбервіль 1992  | спринт 10 км              | 20    |
| Альбервіль 1992  | індивідуальна гонка 20 км | 3     |
| Альбервіль 1992  | естафета 4 х 7,5 км       | 3     |
| Ліллехаммер 1994 | естафета 4 х 7,5 км       | 11    |
| Нагано 1998      | спринт 10 км              | 25    |
| Нагано 1998      | індивідуальна гонка 20 км | 20    |
| Нагано 1998      | естафета 4 х 7,5 км       | 10    |